# Масерије Маравекија (Изернија)
Масерије Маравекија је насеље у Италији у округу Изернија, региону Молизе.
Према процени из 2011. у насељу је живело 9 становника. Насеље се налази на надморској висини од 731 м.